# Canthochilum baracutey
Canthochilum baracutey là một loài bọ cánh cứng trong họ Bọ hung (Scarabaeidae).